# Tutti gli uomini del presidente (album)
Tutti gli uomini del presidente è il primo album in studio del rapper italiano Esa aka El Presidente, pubblicato nel 2002 dalla Vibrarecords.

## Il disco
Tra le collaborazioni vanno segnalate le presenze di Fabri Fibra, Tormento, Polaroid (con cui Esa ha formato il gruppo Gente Guasta) e di alcuni membri del Rome Zoo, fra cui Colle der Fomento, 2 Buoni Motivi e Sparo Manero. Per quanto riguarda le produzioni del disco, i beat sono affidati a Next One, DJ Double S, DJ Alik, DJ Villary e La Pina.

## Tracce
1. I gladiatori della DanceHall
2. Vai piano
3. È unta e c'è l'olio (feat. Fabri Fibra)
4. Me&Te (feat. Eva)
5. Caliente (feat. Manifest)
6. I tuoi desideri più spinti (feat. Tormento)
7. Le mille e una notte (feat. Colle der Fomento, 2 Buoni Motivi e Sparo)
8. 10000 esseri (feat. Polaroid)
9. Live 'N Direct (La connessione) (feat. Rival Capone)
10. Cani da canapa (feat. Mighty Cez, Papa Jahllo)
11. Ultimi attimi